# Marquesado de la Alameda (1761)
El Marquesado de la Alameda  es un título nobiliario español creado por el rey Carlos III el 16 de diciembre de 1761 a favor de Bartolomé José de Urbina y Ruiz de Zurbano, natural de Vitoria (Álava).

## Titulares
- Bartolomé José (Ortiz) de Urbina y Ruiz de Zurbano, I Marqués de la Alameda.(Vitoria, 23/08/1691 – 17/04/1775). Diputado General de Alava entre 1764-67, bajo su mandato se construyó el camino de postas de Miranda a Vitoria. En 1716 fue nombrado por Felipe V Tesorero de la Marina de Cantabria. Le sucedió en el título su nieto, ya que su hijo Juan Manuel murió un año antes que él, en 1774.
- Ramón de Urbina y Gaytán de Ayala, II.(Pamplona,  1/09/1751- Vitoria, 5/12/1824) Alcalde de Vitoria, encargó al arquitecto Olaguíbel la construcción de la Plaza Nueva (Plaza de España). Diputado General de Alava entre 1800-1803. Su administrador, consejero y amigo fue el sacerdote ilustrado Lorenzo de Prestamero. Heredó el título su hija
- Teotiste María Luisa de Urbina y Salazar, III.(Vitoria, 10/11/1797-23/01/1825) , se casó con Iñigo Ortés de Velasco Esquível (Orduña, 12/05/1787-Vitoria, 17/06/1858) (Estuvo viudo durante 33 años y utilizó el título de “marqués viudo de la Alameda”) Senador 1837; Diputado General 1832-1843. Alcalde de Vitoria varias veces. Se opuso al alzamiento carlista de 1833 promovido por Valentín Verástegui y Varona. Participó en el alzamiento de Montes de Oca y en el movimiento Paz y Fueros. Heredó el título su hijo
- Francisco Javier Ortés de Velasco y Urbina, IV.(1820-1890) Teniente Diputado General. Muere soltero y le hereda el título su hermana (que no llegó a legalizarlo, pero se le puede considerar de hecho)
- Mª Josefa Ortés de Velasco y Urbina, V(1816-1899). Casa en 1835 con su tío Ignacio Zavala Salazar (1802-1842), quien incorporó a la familia el título de Conde de Villafuertes, pero dejó muy pronto viuda a “Pepita” porque murió, al mismo tiempo que su padre el famoso patricio guipuzcoano Manuel José de Zavala y Acedo, a consecuencia de una salmonelosis contraída al comer huevos en un caserío de su propiedad (“Altamira” en Villafranca?) al volver de viaje de Vitoria a Tolosa. Le sucedió su hijo Condesa consorte de Villafuertes.[2]
- José María Zavala y Ortés de Velasco, VI.(1840-1916). Alcalde de Vitoria en 1878-1880. Diputado General 1884-1888. Senador 1903-1904. En la Asociación Liberal Fuerista en 1889. Anima la creación de la Granja Modelo. Presidente de la Azucarera y del Ferrocarril Valdepeñas a Puertollano. Presidente de la Cruz Roja alavesa (Su hermano es Federico Zavala, conde de Villafuertes) Casado con Trinidad Ortiz de Bustamante Unceta.
- María Pilar de Zavala y Bustamante, VII Marquesa de la Alameda y VI Condesa de Villafuertes.(Vitoria 6/11/1870 – 8/04/1949). Casada con Antonio de Verástegui y Fernández de Navarrete (Vitoria, 17/11/1867 – 21/01/1936) Hijos: Josefina, Ramón, Luis y Javier Verástegui Zavala, asesinado por los soldados republicanos en Somosierra al ser capturado con otros jóvenes vitorianos voluntarios que con él iban al frente.
- Ramón de Verástegui y Zavala, VIII Marqués de la Alameda y VII Conde de Villafuertes.
- Iñigo de Verástegui y Cobián, IX Marqués de la Alameda y VIII Conde de Villafuertes.

## Patrimonio
Entre otras propiedades, se cuenta una casa solariega en el concejo alavés de Gomecha.